# Джейкоб Блек

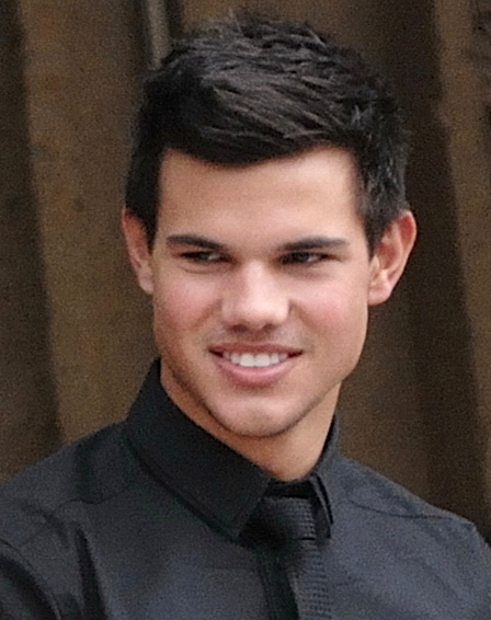
Виконавець ролі Джейкоба, актор Тейлор Лотнер

Джейкоб Блек, повне ім'я Джейкоб Біллі Блек (англ. Jacob Billy Black) — персонаж з серії романів Стефені Маєр «Сутінки». Він з'являється у всіх книгах серії й значна частина подій відбувається за його участі. У фільмах «Сутінки», «Молодий місяць» і «Затемнення» роль Джейкоба виконав американський актор Тейлор Лотнер.

## Концепція і створення
За задумом Стефені Маєр, початково Джейкоб був введений в сюжет для того, щоб розповісти Беллі про таємницю Едварда в «Сутінках». Проте автору, її агенту та їхньому редакторові персонажі так сподобалися, що вони вирішили дати йому значнішу роль в наступній книжці — «Молодий місяць». Стефені Маєр відзивається про свій персонаж так:
«Мій улюблений подарунок, який мені дав «Молодий місяць». Джейкоб — перший в моїх практиці випадок, коли персонаж перейшов на новий рівень — епізодичний герой, в якого виявилося стільки характеру і життя, що я не змогла тримати його замкненим в мізерній ролі...  З самого початку, навіть коли Джейкоб з'явився в шостій частині "Сутінок", він був занадто живим. Він мені дійсно полюбився. Більше, ніж варто було для такої маленької ролі.». 
На своєму офіційному сайті Маєр написала, що після того, як Джейкоб перетворився в настільки значущий персонаж в «Молодому місяці», вона повернулася до тексту "Сутінки", які редагувала в той час, щоб відвести Джейкобу  і його батькові, Біллі Блеку, більш значущі ролі .

## Зовнішність і характер
В книгах Джейкоб описаний як індіанець племені Квілет. Проживає в індіанській резервації Ла-Пуш, недалеко від містечка Форкс, штат Вашингтон. Впродовж розвитку подій в книзі «Новий місяць» з ним відбуваються трансформації, що дали йому можливість перетворюватись в великого червоно-коричневого вовка-перевертня з самою довгою в зграї шерстю. Виходячи із законів успадкування, він повинен був очолювати зграю, але відмовився від тягаря лідерства на користь Сема.
У Джейкоба гладка червоно-коричнева шкіра, високі вилиці, різке підборіддя, чорне волосся до плечей і мигдалеподібні темні очі. В «Сутінках» він описується як довгов'язий п'ятнадцятилітній хлопець з довгим чорним волоссям. Його ріст на той момент становив 6'2" (6 футів, 2 дюйми, що приблизно рівне 188 см). В «Молодому місяці» він помітно підростає і коротко підстригає волосся. В «Світанку» його ріст становить 213 см (7 футів). Чесний, мужній, товариський, добрий, впевнена в собі людина. Лідер по своїй натурі. При цьому запальний, впертий і прямолінійний, жахливий у гніві.
Хоча Белла вибрала вампіра, Джейкоб все одно не здається і хоче бути поряд з нею. Белла відчуває до Джейкоба симпатію і часами їй важко визначитися, з ким саме вона хоче залишитися. Джейкоб любить Беллу і, незважаючи ні на що, не може покинути її під час вагітності. Після перетворення Белли у вампіра він розуміє, що відійти він не міг через дочку Белли й Едварда — Ренесмі — яка стає тією єдиною, з ким Джейкоб мріє бути вічно разом.

## Історія Джейкоба

### Сутінки
У Джейкоба незначна роль в першій книзі серії. Він є сином Біллі Блека, друга батька Белли Свон. Белла використовує його, щоб одержати інформацію про Едварда Каллена і його сім'ю. Джейкоб розповідає їй легенди Квілетів (англ. Quileute) і ділиться з нею уявленнями про те, що Едвард — вампір. Саме тоді Джейкоб закохується в Беллу.

### Молодий місяць
Після нещасного випадку на дні народження Белли, коли вона поранилася об обгортку і Джаспер (зведений брат Едварда) ледь не нападає на неї, Едвард вирішує покинути кохану заради її ж безпеки. Провівши декілька місяців в стані, що межував з божевіллям, через те що Едвард залишив її, Белла знаходить собі відраду в дружбі з Джейкобом і повільно починає відходити від депресії. Їх дружба стає все міцніша, і до того ж Джейкоб відчуває до неї романтичні почуття, на які Белла не відповідає взаємністю.
Джейкоб виявляється одним із членів древнього виду перевертнів племені Квілет, які покликані навічно бути смертельними супротивниками вампірів. Він зазнає першої трансформації й перетворюється у вовка, що на деякий час відчужує його від Белли. Йому заборонено розказувати про перевертнів кому б не було. До того ж він стає занадто зайнятим, патрулюючи ліс разом зі своєю зграєю і досліджуючи територію на наявність вампірів. Коли Белла на поляні натикається на вампіра Лорана (в першій частині фігурував в компанії Джеймса, вбитого Калленами, і вампірці Вікторії, яка негайно мстить за вбивство свого коханого), Джейкоб і його зграя приходить на допомогу, справляється з Лораном і рятує Беллу від кривавої розправи.

### Затемнення
Джейкоб обурений тим, що Едвард повернувся і знову упадає за Беллою. Він намагається закохати Беллу в себе, вдаючись до хитрощів, проте, попри прив'язаність до друга, Белла як і раніше не відповідає йому взаємністю. Врешті-решт, перевертні й вампіри об'єднуються перед лицем вампірці Вікторії і її армії новостворених вампірів. Між Едвардом і Джейкобом досі ворожнеча. Джейкоб впевнений, що Белла теж любить його, просто сама того не усвідомлює, і робить все, щоб заставити Беллу зрозуміти. Йдучи на битву з новонаверненими, Джейк говорить Беллі, що якщо буде можливість, він краще загине ніж повернеться. Переживаючи за нього, Белла просить його залишитися. Джейк пропонує Беллі переконати його, і тоді вона дозволяє йому поцілувати себе. Під час поцілунку вона розуміє, що любить Джейкоба, але значно менше ніж Едварда. Джейкоб іде й одержує в бою серйозні травми, які навіть зі здатністю перевертня до регенерування з великою швидкістю, загоюються декілька днів. В лікуванні йому допомагає Карлайл Каллен. Белла відвідує Джейкоба, і він говорить, що завжди буде любити й чекати її. Через декілька тижнів Джейк одержує запрошення Едварда на весілля. Джейкоб шаленіє і полишає рідний дім. Він вибирає життя вовка в лісі, осторонь від вампірів, своєї сім'ї та зграї.

### Світанок
Джейкоб з'являється на весіллі Белли та Едварда. Там він дізнається, що вони збираються провести «справжній» медовий місяць. Новина виводить із себе перевертня і він ледь не перетворюється на вовка, щоб розквитатися з Едвардом за те, що той піддає дівчину такій небезпеці.
Белла під час весільної подорожі завагітніла і плід розвивається надто стрімко, що завдає жорстоких мук майбутній матері. Джейкоб дізнається про це і починає ненавидіти зародок майбутнього дитяти. Крім того, зграя вирішує, що дитина може бути небезпечною для жителів Форкса, оскільки його природа невідома. Оскільки Белла може загинути ще до народження дитя від рук його одноплемінників, Джейкоб покидає зграю Сема і йде захищати Калленів. По праву народження Джейкоб альфа-самець зграї, тож до нього приєднується Сет, а потім і Лі — його сестра, Кліруотер, який перебуває з Калленами в хороших стосунках в порівнянні з іншими перевертнями. Нова зграя намагається захистити Беллу і її дитину. В «Світанку» у Джейкоба трапляється імпринтинг з новонародженою дочкою Белли та Едварда — Ренесмі.
Могутній клан вампірів Вольтурі дізнаються від Ірини — подруги вбитого Лорана, що Каллени ніби то перевтілили немовля, що заборонено і жорстоко карається. Джейкобу доводиться знову захищати Беллу і дитя. Зграї Джейкоба і Сема беруть участь у «зустрічі» з Вольтурі. Саме перевертні стають тими, хто в першу чергу зупиняє італійський клан при наступі. Врешті-решт Вольтурі відступають. Джейкоб і всі інші дізнаються, що Ренесмі завжди буде молодою і ніколи не помре. Вона стане дорослою через сім років після народження. Але попри це, Джейкоб не думає про неї, як про свою майбутню дівчину — він просто турбується про неї, і хоче, щоб вона була щаслива.

## Батьки
Мати Джейкоба загинула в автокатастрофі. Батько Біллі — інвалід, що пересувається в колясці. Як і Джейкоб, Біллі має ген перевертня, але в його молодості вампіри не погрожували племені Квілетів, і здатність до трансформації не розвинулась.